# Charles Foulon
Pour les articles homonymes, voir Foulon.
Charles Foulon, né le 19 août 1912 à Marseille (Bouches-du-Rhône) et mort le 13 février 1997 à Chantepie (Ille-et-Vilaine), est un critique littéraire, résistant, militant syndical, politique (socialiste) et associatif français.

## Biographie
Fils d'un marin marseillais, élevé par sa mère à Brest, Charles Foulon suit de brillantes études qui le conduisent à être, en 1933, le plus jeune agrégé de France. Il enseigne dans des classes de lycées à Brest, puis à Rennes, avant d'obtenir un poste d'assistant à l'université de Rennes, en 1942. Il sera professeur titulaire de littérature française et enseigne dans cette même université à partir de 1954.
Engagé politiquement dès le début des années 1930, il est un responsable actif des Jeunesses socialistes du Finistère, adhérent de la SFIO, militant syndical à la CGT. 
Le 9 février 1936, il est initié franc-maçon par la loge "Les Amis de Sully" à l'Orient de Brest. Devenu maître en 1938, il demande et obtient son affiliation au sein de la loge "La Parfaite Union" à l'Orient de Rennes, loge du Grand Orient de France après la guerre. Il restera membre des Amis de Sully jusqu'à son décès.
Engagé dans la résistance, au sein du mouvement Libération-Nord, proche de François Tanguy-Prigent et membre comme lui du mouvement socialiste clandestin, il est brièvement emprisonné au printemps 1942. De 1944 à 1946, il est secrétaire général du Comité départemental de libération du Finistère.
Au sein de la SFIO, il défend une ligne d'unité de la gauche, c'est-à-dire d'alliance avec le PCF, s'opposant très violemment au MRP qu'il considère comme réactionnaire, clérical et défenseur du capitalisme. Il se rapproche alors du courant Bataille socialiste en train de renaître.
Candidat sur la liste socialiste menée par Albert Aubry en 1945 et 1946, il n'est pas élu député. 
En janvier 1948, il se déclare solidaire des responsables de la Bataille socialiste, notamment Élie Bloncourt, qui viennent d'être exclus de la SFIO. Ce positionnement lui vaut une exclusion immédiate. Il rejoint alors le Parti socialiste unitaire, dont il est un des secrétaire nationaux.
Malgré le déclin rapide du PSU, Foulon fait partie de ceux qui refusent de s'en éloigner, soutenant notamment sa transformation en "Parti socialiste de gauche" en 1954.
Partisan de l'unité avec le PCF, il est à plusieurs reprises candidats sur des listes soutenues par les communistes, sans jamais être élu.
En 1957, il rejoint l'Union de la gauche socialiste, dont il devient le responsable départemental pour l'Ille-et-Vilaine. En 1958, cependant, il ne se présente pas aux élections sous la bannière de l'UFD, mais comme suppléant du candidat communiste.
En 1960, l'UGS participe à la création du Parti socialiste unifié, au sein duquel il milite et dont il devient le secrétaire fédéral pour l'Ille-et-Vilaine de 1963 à 1968. À partir de 1962, il est candidat sous l'étiquette PSU à de multiples reprises, aux législatives et aux cantonales.
À partir du début des années 1970, il réoriente son action au sein de la Ligue des droits de l'Homme. Il est membre du comité central de cette association de 1971 à 1981.
À sa mort, en 1997, la section de Saint-Malo de la LDH est baptisée à son nom.

## Sources
- Dictionnaire biographique du mouvement ouvrier, notice de François Prigent
- Archives municipales de Brest, fonds des Élus de Sully, 16 S - registre matricule des membres, 1948-1987.